# Alain Scoff
Alain Scoff, né le 1er décembre 1940 à Paris 14e et mort dans la même ville le 20 janvier 2013, est un scénariste, auteur de théâtre, fantaisiste et écrivain français.
Après vingt-huit mois de Service militaire dont la majeure partie en Afrique du Nord pendant la Guerre d'Algérie, il est éducateur d'enfants à Bordeaux. Puis, il entre à la Compagnie de Saint-Étienne de Jean Dasté et part plusieurs mois en tournée en Afrique comme directeur de troupe. Il devient ensuite chroniqueur pour L'Os à moelle. Il publie des essais et des pièces de théâtre, réalise quelques mises en scène et fréquente Pierre Dac. 
Il commence sa carrière à la télévision dans les années 1970 auprès de Jacques Martin, dans les émissions Le Petit Rapporteur et La Lorgnette, pour lesquelles il écrit une quantité de sketchs. Il apparaît dans le film Avoir 20 ans dans les Aurès de René Vautier, en 1972.
Parallèlement, il continue à écrire des pièces de théâtre et des spectacles de café-théâtre. Il rejoint dans les années 1980 l'équipe de Stéphane Collaro et collabore à ses émissions (Collaro show, Coco Boy, Cocoricocoboy, Collaricocoshow, etc.), dans lesquelles il apparaît parfois en tant que comédien. Il est fait citoyen d'honneur de la ville de Lamotte-Beuvron qu'il a popularisée par le biais de son personnage Auguste Pignard, caricature du paysan franchouillard. Dans les mêmes émissions, il interprète aussi de façon récurrente le sous-brigadier de police Ménardeau (qui n'a du personnage des Cinq Dernières Minutes, que le nom).
Il se consacre ensuite à l'écriture de scénarios et à l'adaptation de romans pour le cinéma et la télévision, collaborant principalement avec Yves Boisset, notamment sur l'affaire Grégory ou l'affaire Seznec. Il obtient en 1993 le 7 d'Or du meilleur auteur ou adaptateur de fiction pour L'Affaire Seznec, et en 1997 le 7 d'Or du meilleur auteur pour Le Pantalon, inspiré de l'affaire Lucien Bersot.
Il a publié aussi des romans et des essais, en grande partie consacrés à des affaires judiciaires.
Il était administrateur de la Société des auteurs et compositeurs dramatiques (SACD).

## Publications
- Un nommé Durand (inspiré de l'histoire du syndicaliste havrais Jules Durand, victime de la plus grande erreur judiciaire du XXe siècle en France), Éditions Jean-Claude Lattès, 1970, 374 p.  (ISBN 978-2709603317)
- Jésus-Fric Supercrack, L'Avant-Scène, 1972,  (ISBN 978-2749800790)
- J'ai confiance en la justice de mon pays, Éditions Pierre-Jean Oswald, 1975, 101 p.
- Le pantalon, Éditions Jean-Claude Lattès, 1982 et 1998, 283 p.
- L'angélus du corbeau (coécrit avec Gudule et Didier Cohen), Hachette Jeunesse, 1996
- Le Patos, Éditions Jean-Claude Lattès, 2002
- Notre sang quotidien : Le journaliste et l'assassin, Flammarion, 2003, 347 p.  (ISBN 978-2080681638)

## Scénarios
- La Fée carabine, d'Yves Boisset, 1985
- Zone Rouge, de Robert Enrico, 1986
- Le Suspect, d'Yves Boisset, 1987
- Sleep with the devil, d'Yves Boisset, 1987
- Radio Corbeau, d'Yves Boisset, 1988
- La Travestie, d'Yves Boisset, 1988
- Les Carnassiers, d'Yves Boisset, 1989
- L'Affaire Seznec, d'Yves Boisset, 1990 (TV)
- La Tribu, d'Yves Boisset, 1990
- Bien chers parents, 1991
- L'Instit' : épisode « L'angélus des corbeaux », 1993
- Morlock (de) : Le tunnel, d'Yves Boisset, 1994 (TV)
- Le Cri coupé, de Miguel Courtois, 1994
- Une mère en colère, de Gilles Béhat, 1995
- Six minutes avant le vingt heures, d'Antoine de Caunes, 1996
- Le Pantalon, d'Yves Boisset, 1997 (TV)
- Le Patos, 2000
- Villa mon rêve, de Didier Grousset, 2001
- L'Affaire de Lépanges sur Vologne, 2002
- Le Tuteur (épisodes « Demain il fera beau » et « La belle et la bête »), 2003
- Paris en 70 mm, 2003
- L'Adieu, de François Luciani, 2003
- Pauline, 2007
- L'Affaire Salengro, d'Yves Boisset, 2008 (TV)

## Télévision
- 1997 : Le Pantalon d'Yves Boisset

## Théâtre
- 1967 : Les Derniers de Maxime Gorki, mise en scène Jean Dasté, Comédie de Saint-Étienne
- Douce amère tous en chaine (comédie musicale)
- Histoire d'os d'après Pierre Dac
- 1969 : Avoir de Julius Hay, mise en scène Pierre Vial, Comédie de Saint-Étienne
- 1972 : Jésus-Fric supercrack d'Alain Scoff, mise en scène de l'auteur, Théâtre Mouffetard
- 1973 : J'ai confiance en la justice de mon pays d'Alain Scoff, mise en scène de l'auteur,  Théâtre Mouffetard

- 1982 : Une fille drôlement gonflée de Ray Cooney et Gene Stone, adaptation avec Pierre Charras, mise en scène Francis Joffo, Théâtre de la Potinière